# 國立嘉義大學
國立嘉義大學，簡稱嘉義大學、嘉大、NCYU，是臺灣國立大學系統系統成員校，校本部位於臺灣嘉義市東區的一所國立大學。2000年2月由國立嘉義技術學院與國立嘉義師範學院整併而成:601-609。前身為日治時期1919年4月創立的「臺灣總督府嘉義農林學校」:567-582及戰後時期1957年創立的「臺灣省立嘉義師範學校」:583-593，是嘉義市歷史悠久的國立綜合大學:601，設有蘭潭、林森、新民及民雄（位於嘉義縣）共四個校區。

## 學校象徵

### 校訓
國立嘉義大學的校訓為「誠樸、力行、創新、服務」。

### 校歌
國立嘉義大學校歌是2001年12月26日校務會議正式通過，由該校外國語言學系暨研究所余玉照教授作詞，音樂學系暨研究所兼任副教授鄭啟宏老師譜曲，2002年1月下旬行政會議中播放試聽由音樂學系暨研究所講師涂淑芬老師所獨唱及同學合唱錄音帶，正式公開啟用。

### 校徽
國立嘉義大學第二版校徽是由該校木質材料與設計學系李安勝教授所設計的，其設計理念為體現國立嘉義大學係由國立嘉義技術學院及國立嘉義師範學院等兩所具有優良傳統的學府整合而成的一所優良大學。特別融入世界知名的玉山之圖騰，意謂著玉山做為嘉義大學最為堅強的倚靠，與旭日東昇的光芒相輝映，代表著嘉大實現「光耀嘉義，揚名全國，躋身國際」成為世界知名大學的崇高目標。婉延的河流孕育著富饒的嘉南平原，象徵著嘉義大學的歷史源遠流長，永續且穏健的發展，培育無數優秀的青年學子，貢獻國家社會，更有啟示嘉大人飲水思源之深刻意涵。

## 校史

### 國立嘉義技術學院

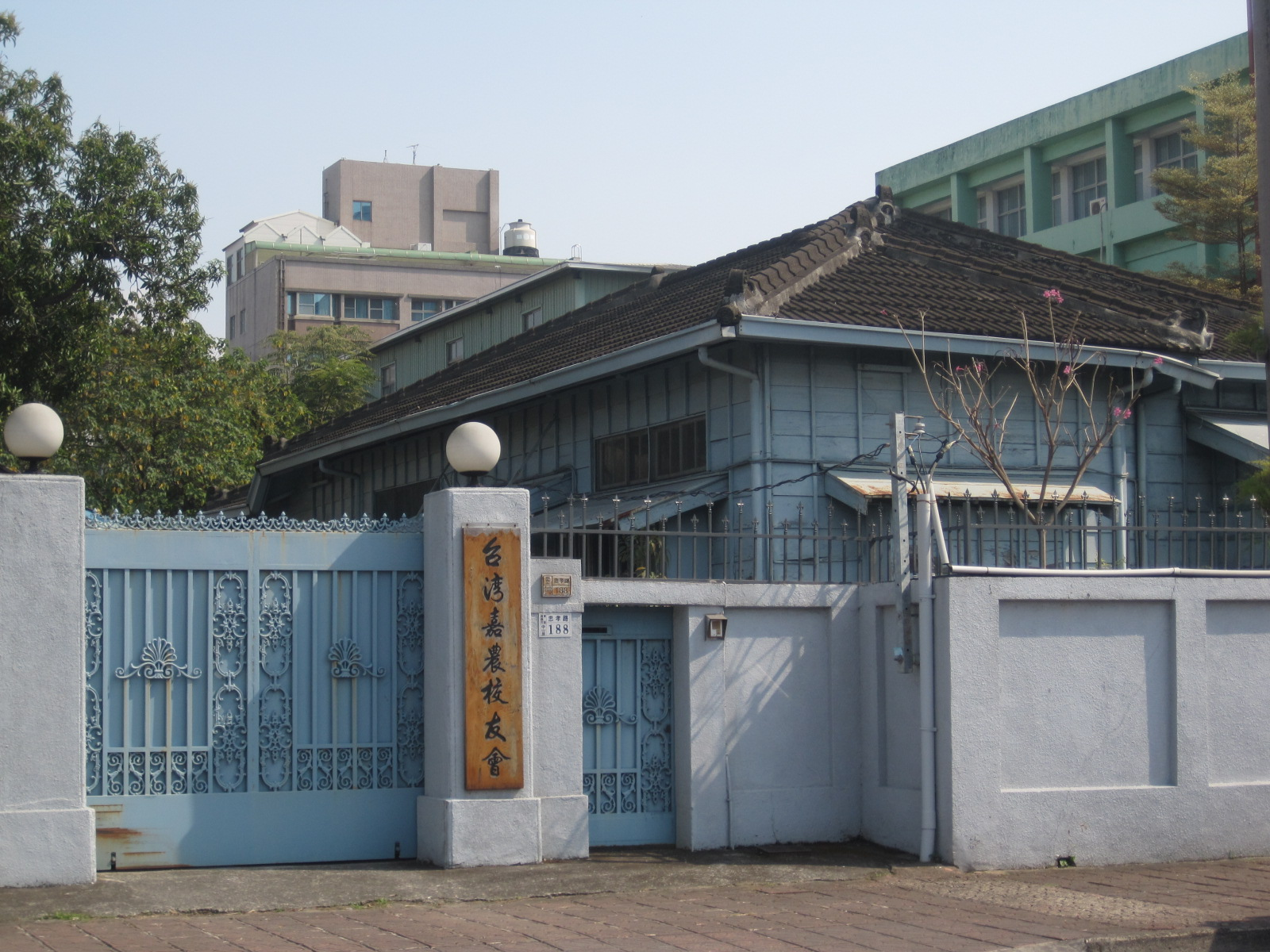
原嘉義農林學校校長宿舍

1919年4月，「臺灣總督府嘉義農林學校」於山仔頂（嘉義公園旁、今「嘉義高商」現址）創校，為臺灣第一所農林學校。後經多次改制、更名，依序為1921年「臺南州立嘉義農林學校」，1945年「臺灣省立嘉義農業職業學校」，1951年「臺灣省立嘉義高級農業職業學校」，1954年「臺灣省立嘉義示範高級農業職業學校」，1965年「臺灣省立嘉義農業專科學校」，1981年「國立嘉義農業專科學校」；1997年再更名為「國立嘉義技術學院」。
1928年4月，成立嘉義農林棒球隊（KANO）。1931年，嘉義農林棒球隊在日本籍近藤兵太郎教練的帶領下，至日本兵庫縣西宮市甲子園球場參加日本第17回全國中等學校優勝野球大會，勇奪亞軍，為學校贏得「天下嘉農」的美稱:671-675。後來該事蹟更翻拍成一部臺灣電影KANO。

### 國立嘉義師範學院
1957年，「臺灣省立嘉義師範學校」於嘉義市林森國小舊址創校。1966年改制為「臺灣省立嘉義師範專科學校」，為五年制專科學校。1970年成立暑期部，1971年成立夜間部。1983年增設二年制幼稚教育師資科，培養幼稚園教師。
1987年闢建民雄校區，同年7月升格改制為「臺灣省立嘉義師範學院」。1991年改隸中央，定名為「國立嘉義師範學院」，1992年民雄校區啟用。

### 國立嘉義大學
2000年2月1日，國立嘉義技術學院及國立嘉義師範學院二校整合成立，定名「國立嘉義大學」，擁有蘭潭、民雄、林森、民生等四個校區，設有教育、人文藝術、管理、農、理工、生命科學等六個學院，並於中埔鄉設有社口實習林場。2004年2月1日，教育學院更名為師範學院。2006年3月25日，民生校區管理學院新建大樓落成啟用，同年12月更名為新民校區。2016年8月1日，成立獸醫學院，包括獸醫系學士、碩士及在職專班，加上附屬動物醫院、雲嘉南動物疾病診斷中心從農學院移出，是國內大學第四所獸醫學院。

### 歷任校長
下表為國立嘉義大學校長名單，紀錄任別、姓名、任期等資訊：
| 任別  | 姓名   | 任期                        | 備註     |
| ----- | ------ | --------------------------- | -------- |
| 第1任 | 楊國賜 | 2000年2月1日--2003年1月31日 | 併校首任 |
| 第2任 | 楊國賜 | 2003年2月1日--2005年1月31日 | 連任     |
| 第3任 | 李明仁 | 2005年2月1日--2008年1月31日 |          |
| 第4任 | 李明仁 | 2008年2月1日--2012年1月31日 | 連任     |
| 第5任 | 邱義源 | 2012年2月1日--2016年1月31日 |          |
| 第6任 | 邱義源 | 2016年2月1日--2018年1月31日 | 連任     |
| 第7任 | 艾群   | 2018年2月1日--2022年1月31日 |          |
| 第8任 | 林翰謙 | 2022年2月1日--              | 現任     |

## 學術研究與教學現況

### 學院系所
嘉大目前設有師範、人文藝術、管理、農、理工、生命科學及獸醫學院等七個學院，三十九個學系、四個碩士學位學程、四十三個碩士班、十四個碩士在職專班(含管理學院碩士在職專班)、七個博士班（含一個博士學位學程），也積極的在籌備設立醫學院。

### 校級附屬單位
其他附屬行政單位包含師資培育中心，以及語言中心、人文藝術中心、農業推廣中心、動物試驗場、園藝技藝中心、生物機電實習工廠、動物醫院等八個單位。

### 附屬學校
國立嘉義大學附設實驗國民小學，簡稱嘉大附小，於1971年成立，是嘉義市唯一的國立國民小學，也是國立嘉義大學的附設單位。

### 合作經營學校
太平實驗小學係由嘉義縣梅山鄉太平國民小學、太平國民小學龍眼分校以及太興國民小學組成，2015年8月正式招生開課，為「學校型態教育實驗條例」通過後全國第一所公立教育實驗小學，成立後由嘉義縣政府與國立嘉義大學合作經營。

### 圖書設備

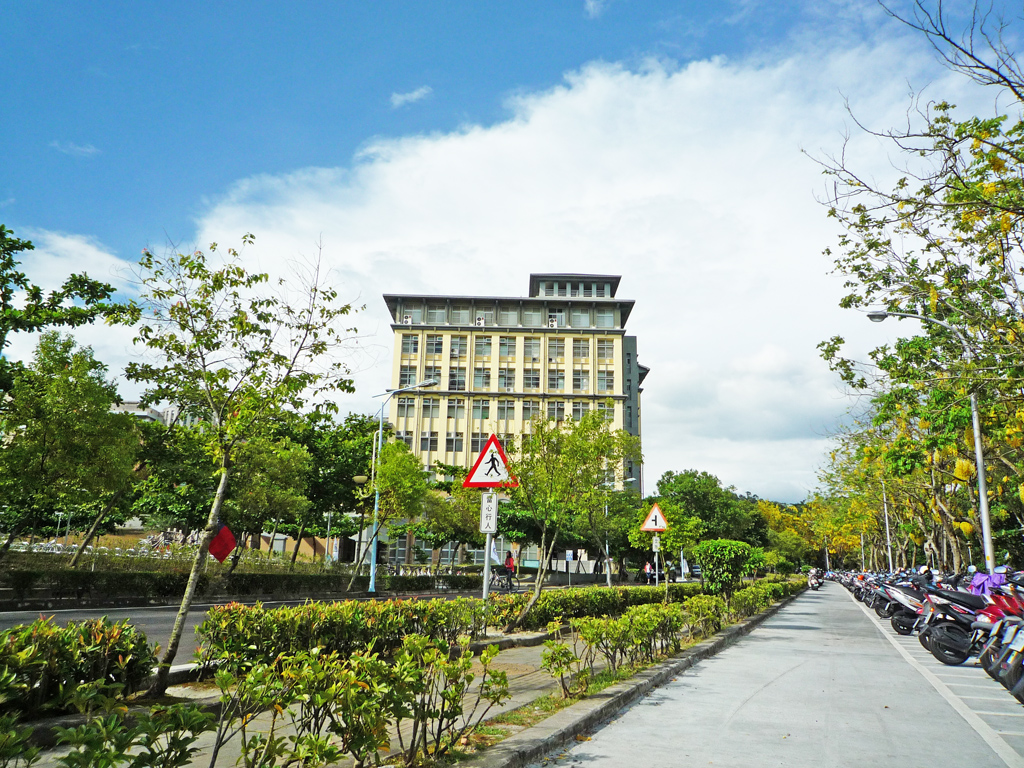
嘉大圖書館蘭潭總館

國立嘉義大學圖書館成立於1921年，包含蘭潭校區圖書總館，原為嘉義農校圖書室，後搬遷至圖書資訊大樓，2006年6月啟用、民雄校區圖書分館，原為嘉義師範學校圖書室、新民校區圖書分館，於2006年啟用，原名民生校區圖書館及林森校區圖書館，林森校區圖書館已經於2017年7月停止服務。
嘉大圖書館館藏目前約有213萬餘冊圖書館藏（含中文圖書、西文圖書、期刊合訂本、現刊及報紙、視聽非書資料、電子資源）提供館內閱覽。

### 學術、技術發展及民間合作
《嘉義研究》在2010年3月創刊，台灣文化研究中心主導，每年固定四期發行。
園藝學系的園藝技藝中心發展蘭花培育技術，該中心學生曾獲景觀佈置競賽多種獎項。
植物教學醫院在包含連江縣在內的多個農會或公所駐點提供作物用藥及病蟲害防治服務。
獸醫學院附設動物醫院提供研究、實習及當地動物醫療服務，另有雲嘉南動物疾病診斷中心協助雲嘉南地區經濟動物之疾病防治。
中醫藥產業創新發展中心為研究中醫藥之研究機構，為提升中藥製成技術、品質管理及安全為目標。

## 校區
國立嘉義大學擁有四個校區七個學院及社口實驗林場，其中農學院、理工學院及生命科學院位於蘭潭校區，人文藝術學院及師範學院位於民雄校區，管理學院及獸醫學院位於新民校區，產學營運及推廣處位於林森校區。
| 圖片 | 校地名稱 | 位置         | 面積       | 備註                                  |
| ---- | -------- | ------------ | ---------- | ------------------------------------- |
|      | 蘭潭校區 | 嘉義市東區   | 115.86公頃 | 原嘉義農專校本部 今國立嘉義大學校本部 |
|      | 民雄校區 | 嘉義縣民雄鄉 | 20.33公頃  | 原國立嘉義師範學院校本部              |
|      | 新民校區 | 嘉義市西區   | 11.09公頃  | 原嘉義農專舊校區                      |
|      | 林森校區 | 嘉義市西區   | 5.12公頃   | 原嘉義師範學校舊校區                  |

- 蘭潭校區：蘭潭校區位處嘉義市東區，鄰近蘭潭水庫，為嘉義大學校本部。1985年國立嘉義農業專科學校行政中心自新民校區（原民生校區）遷移至該校區並進行啟用。

- 民雄校區：民雄校區座落在嘉義縣民雄鄉，1992年後因國立嘉義師範學院行政中心及大部分學系自林森校區（原嘉師嘉義校區）遷移至該校區而成為國立嘉義師範學院的校本部。宿舍場館則有綠園一舍（男生）及綠園二舍（女生）。

- 新民校區：新民校區原稱民生校區，座落於嘉義市西區，1938年嘉義農林學校由山仔頂（嘉義公園旁、今嘉義高商現址）遷校至該校區。

- 林森校區：林森校區位在嘉義市東區，1957年臺灣省立嘉義師範學校（國立嘉義師範學院前身）在該校區創校。

- 社口實驗林場：社口實驗林場位於嘉義縣中埔鄉，全境面積117.17公頃，原為日治時期臺灣總督府管轄所有，後分別於1922年撥出44.28甲土地及1938年撥出69.96甲土地於該校前身臺南州立嘉義農林學校[25]。社口林場由國立嘉義大學委託森林暨自然資源學系暨研究所負責管理，林場的教學項目或是林產物經營方式則由教師或系務會議決定後實施，一般例行性的修繕工作或建築物維護整建，則會同學校總務處辦理[25]。

## 師生組織

### 學生社團
學生社團至2023年共104個社團。

### 自治組織
學生自治組織依照一般性、全校性來區分，一般性自治組織為各系所系學會，全校性自治組織則為國立嘉義大學學生會。
其中，國立嘉義大學學生會歷屆成員為因應學校的體制轉變，故逐年修法調整組織型態及運作方式。最初依照校區與學制區分各自獨立之學生會，為配合教育部「大專校院學生會運作原則」中「學校對外僅有一個學生會」之規定。

### 教職員社團
教職員社團有網球社、羽球社、休閒登山社等11個社團。

## 外部連結
- 國立嘉義大學（页面存档备份，存于）
- (中埔鄉社口實習林場)社口實驗林場--森林暨自然資源學系暨研究所 - 嘉義大學（页面存档备份，存于）
- 嘉大昆蟲館（页面存档备份，存于）
- 國立嘉義大學附設實驗國民小學（页面存档备份，存于）
- 國立嘉義大學學生會-FB粉絲專頁 （页面存档备份，存于）